# Halve marathon van Egmond 2000
De halve marathon van Egmond 2000 vond plaats op zondag 9 januari 2000. Het was de 28e editie van de halve marathon van Egmond. De wedstrijd had dit jaar in totaal 10.370 inschrijvingen hetgeen op dat moment een nieuw record was. De wedstrijd werd bij de mannen gewonnen door de Keniaan Wilson Kigen. Bij de vrouwen streek zijn landgenote Tegla Loroupe met de hoogste eer. Die was haar zevende en tevens laatste overwinning in Egmond aan Zee.

## Uitslagen

### Mannen
| pos. | atleet              | land      | tijd    |
| ---- | ------------------- | --------- | ------- |
| 1    | Wilson Kigen        | Kenia     | 1:02.38 |
| 2    | Kamiel Maase        | Nederland | 1:02.50 |
| 3    | Tesfaye Tola        | Ethiopië  | 1:02.51 |
| 4    | Greg van Hest       | Nederland | 1:03.02 |
| 5    | Mathew Birir        | Kenia     | 1:03.41 |
| 6    | Germán Silva        | Mexico    | 1:04.03 |
| 7    | Samson Loywapet     | Kenia     | 1:04.07 |
| 8    | Aiduna Aitnafa      | Nederland | 1:04.09 |
| 9    | Guy Fays            | België    | 1:04.39 |
| 10   | Robert Smits        | Nederland | 1:05.29 |
| 11   | Tekeye Gebrselassie | Ethiopië  | 1:05.39 |
| 12   | Fred Getenge        | Kenia     | 1:05.47 |
| 13   | Jeroen van Damme    | Nederland | 1:05.50 |
| 14   | William Kakuto      | Kenia     | 1:06.10 |
| 15   | Tadesse Woldemeskle | Ethiopië  | 1:06.11 |

### Vrouwen
| pos. | atlete                   | land      | tijd    |
| ---- | ------------------------ | --------- | ------- |
| 1    | Tegla Loroupe            | Kenia     | 1:12.10 |
| 2    | Lornah Kiplagat          | Kenia     | 1:13.38 |
| 3    | Nadja Wijenberg          | Nederland | 1:13.56 |
| 4    | Mary Ptikany             | Kenia     | 1:14.48 |
| 5    | Maria Guida              | Italië    | 1:15.07 |
| 6    | Erika van de Bilt        | Nederland | 1:17.48 |
| 7    | Kristijna Loonen         | Nederland | 1:18.25 |
| 8    | Connie van den Ouweland  | Nederland | 1:18.59 |
| 9    | Anne van Schuppen        | Nederland | 1:19.12 |
| 10   | Barbara Kamp             | Nederland | 1:19.53 |
| 11   | Miranda Boonstra         | Nederland | 1:20.08 |
| 12   | Jaqueline Rustidge       | Nederland | 1:20.19 |
| 13   | Vivian Ruijters          | Nederland | 1:20.56 |
| 14   | Annelieke van der Sluijs | Nederland | 1:22.03 |
| 15   | Mieke Pullen             | Nederland | 1:22.09 |

1973 ·
1974 ·
1975 ·
1976 ·
1977 ·
1978 ·
1979 ·
1980 ·
1981 ·
1982 ·
1983 ·
1984 ·
1985 ·
1986 ·
1987 ·
1988 ·
1989 ·
1990 ·
1991 ·
1992 ·
1993 ·
1994 ·
1995 ·
1996 ·
1997 ·
1998 ·
1999 ·
2000 ·
2001 ·
2002 ·
2003 ·
2004 ·
2005 ·
2006 ·
2007 ·
2008 ·
2009 ·
2010 ·
2011 ·
2012 ·
2013 ·
2014 ·
2015 ·
2016 ·
2017 ·
2018 ·
2019 ·
2020 ·
2021 ·
2022 ·
2023 ·
2024 ·
2025